# ウラジーミル・ムイシュキン
ウラジーミル・ムイシュキン（英語: Vladimir Semyonovich Myshkin, (ロシア語: Владимир Семенович Мышкин, 1955年6月19日 - ）は、ソビエト連邦のキロボ・チェペック出身のアイスホッケー選手。ポジションはゴールテンダー。
1970年代から1980年代にかけてアイスホッケーソビエト連邦代表としてもプレーした。代表に選ばれてから長く伝説的なウラディスラフ・トレチャクの控えを務めた。アイスホッケー世界選手権優勝を1979年、1981年、1982年、1983年、1989年、1990年と6回経験した。

## 経歴
1979年にNHLオールスターズとソビエト連邦代表の間で行われたチャレンジカップ第3戦でビクトル・チーホノフによって国際試合初の先発出場機会を与えられた。この試合でソ連代表は6-0で完封勝利し2勝1敗でシリーズを勝ち越しで終えた。
1980年のレークプラシッドオリンピックの予選ラウンドで日本代表、オランダ代表、ポーランド代表との試合で起用されていた彼は決勝ラウンドのアメリカ合衆国代表との試合（氷上の奇跡）で第1ピリオドに2失点したトレチャクに代わり第2ピリオドからゴールを守った。第2ピリオドにはわずか2本のシュートしか受けずにそれらを止めたが第3ピリオドにマーク・ジョンソン、マイク・エルジオーニにシュートを決められ3-4で試合に敗れた。その後、最終戦となるスウェーデン代表戦でも起用されて勝利し、銀メダルを獲得した。この交代劇について当時代表だったヴャチェスラフ・フェティソフはヘッドコーチのチーホノフはアメリカ合衆国代表を過小評価しており、トレチャクに頼らずに優勝できると思っていたのだと思う。しかし、それは誤りであったと後に述べている。
1981年カナダ・カップ、1984年のサラエボオリンピックで優勝チームの一員となった。
大きな大会で彼がソビエト連邦代表の正ゴールテンダーになったのは1984年のカナダ・カップで予選リーグを5連勝（彼が先発したのは3試合）で終えたが、準決勝のカナダ戦でオーバータイムの末2-3で敗れた。この大会のオールスターに選ばれている。
1979年にソビエト連邦の名誉スポーツマスターに選ばれている。
現役引退後、1994年から1999年までスイスのダヴォスのコーチを、2000年代初めにディナモ・モスクワ、HC CSKAモスクワでコーチを務めた。

## 所属チーム歴
- 1977年-1979年 PHCクリリヤ・ソヴェトフ・モスクワ
- 1979年-1990年 HCディナモ・モスクワ
- 1990年-1991年 ラウマン・ルッコ（フィンランド、SMリーガ）